# Gold (Fernsehsender)
GOLD bzw. UK Gold ist ein englischer Fernsehsender. Er war unter seinem bekannten Namen "UK GOLD" im Free-TV in Deutschland bis 1998 zu sehen. Dann wurde der Sendebetrieb in Deutschland eingestellt. 
In Großbritannien kann man ihn nun als GOLD noch via Kabel weiterhin empfangen.
Gold gehört zur erweiterten Sendergruppe der BBC. Es ist ein Joint Venture mit weiteren privaten Anteilseignern. Hauptschwerpunkt sind Comedysendungen.

## Vorherige Namen
- UK Gold (1992–2004)
- UKTV Gold (2004–2008)
- G.O.L.D. (2008–2010)